# Cosmopolitan (tidsskrift)
 For alternative betydninger, se Cosmopolitan. (Se også artikler, som begynder med Cosmopolitan)
Cosmopolitan er et blad, der første gang blev udgivet i USA i 1886, men siden er bladet udgivet i flere andre lande, inklusiv Danmark siden 2006.